# Oli de fetge de bacallà

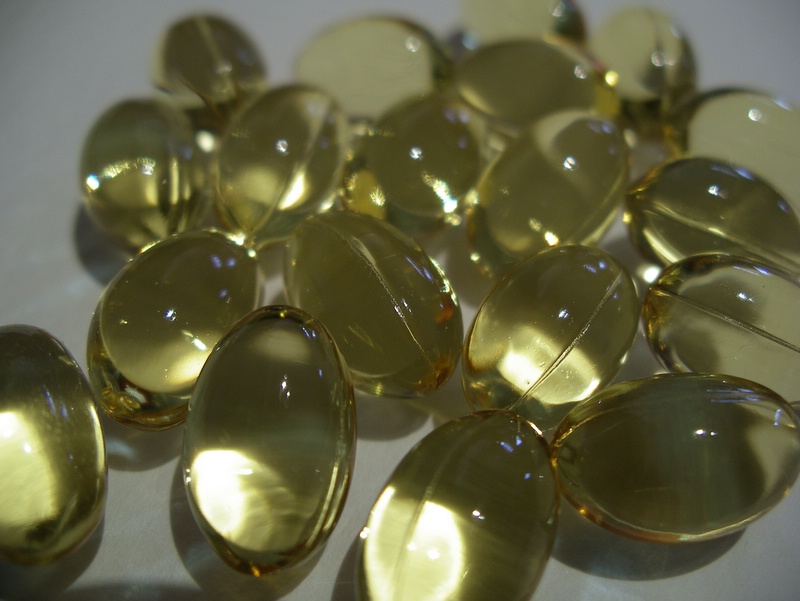
Oli de fetge de bacallà en càpsules

L'oli de fetge de bacallà és un derivat del fetge del bacallà. En temps passats era un suplement nutricional donat de forma habitual als infants.
Com aliment, aquest oli és una de les fonts més eficaces d'acids grassos Omega-3 i una excel·lent font de vitamina A i vitamina D. Es recomana tradicionalment en cas d'osteoporosi i de fractura (aportació de vitamina D) i de dèficit de vitamina A.
| Nutrient                     | Contingut per 100g |
| ---------------------------- | ------------------ |
| Vitamina A                   | 100.000 UI         |
| Vitamina D                   | 10.000 UI          |
| Àcids grassos saturats       | 22,608 g           |
| Àcids grassos monoinsaturats | 46,711             |
| Àcids grassos poliinsaturats | 22,541g            |

## Fabricació

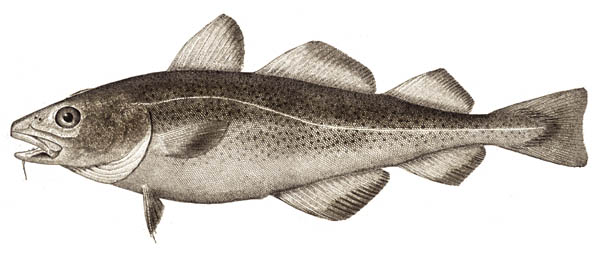
Bacallà de l'Atlàntic

Es fa per la cocció de fetges de bacallà al vapor i amb posterior extracció de l'oli.
En canvi l'oli de peixos es fa del cos sencer d'altres peixos i no té la mateixa composició que l'oli de fetge de bacallà, ja que té menys vitamina A i D.